# Denkmal für Christian Friedrich Röder

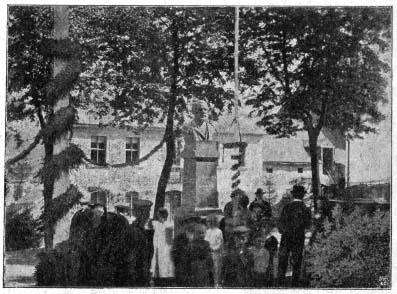
Weihe des Denkmals für Christian Friedrich Röder am 8. September 1901 in Johanngeorgenstadt

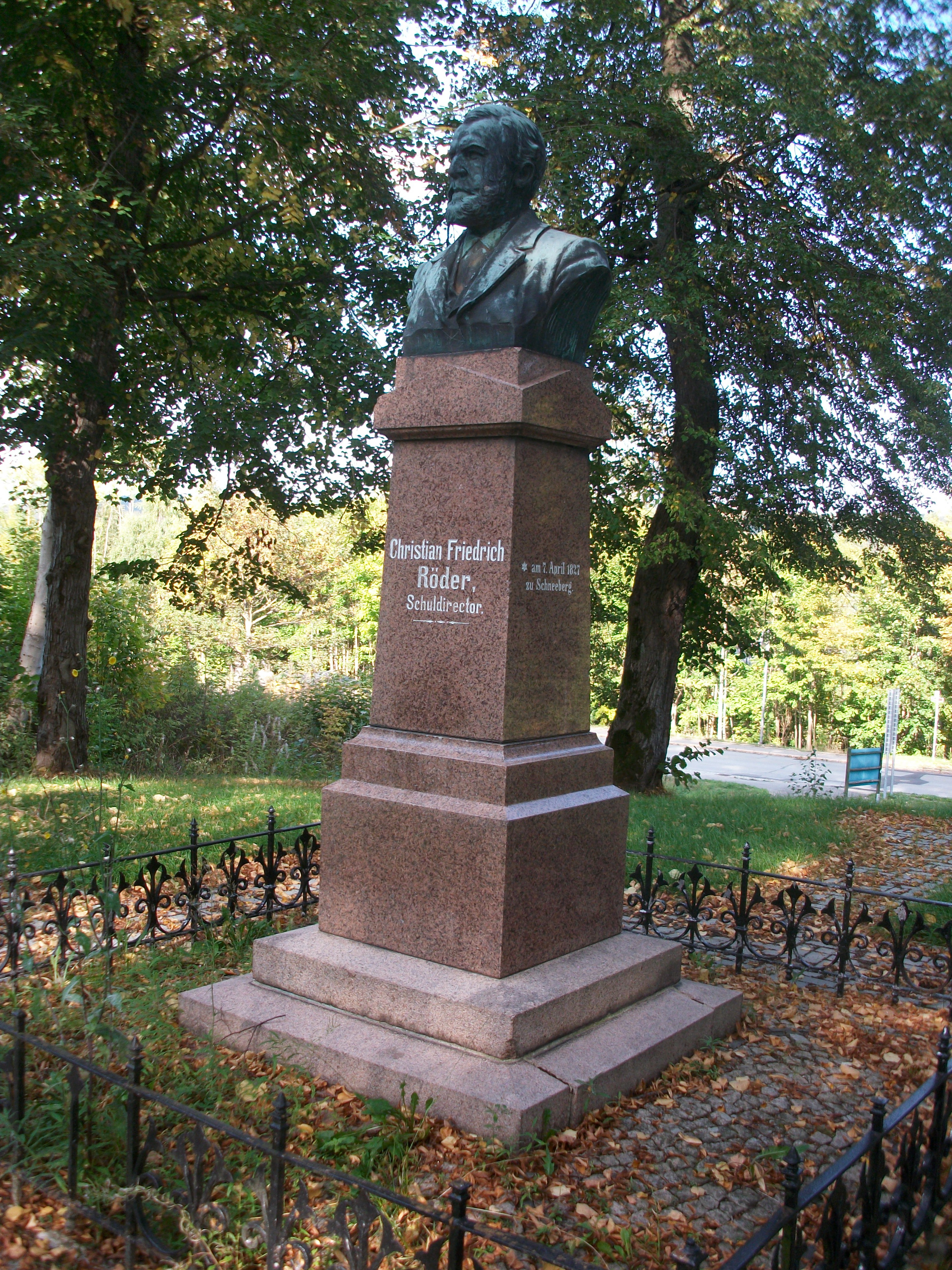
Neuguss der Röder-Büste auf historischem Denkmalsockel heute

Das Denkmal für Christian Friedrich Röder ist ein denkmalgeschütztes Kulturdenkmal in der erzgebirgischen Stadt Johanngeorgenstadt in Sachsen.

## Lage
Das Denkmal befindet sich im größtenteils abgerissenen Teil der Altstadt auf dem Röderplatz an der Georgistraße unweit vom Marktplatz in der Altstadt von Johanngeorgenstadt. Der Anton-Günther-Weg führt am Denkmal vorbei.

## Geschichte
Im Jahre 1846 übernahm der Pädagoge sowie Mundartsänger und -dichter des Erzgebirges Christian Friedrich Röder (* 7. April 1827 in Schneeberg; † 28. November 1900 in Johanngeorgenstadt) eine Hilfslehrerstelle in der Bergstadt Johanngeorgenstadt. 1849 wurde er Kantor und war von 1880 bis 1887 als Schuldirektor an der Bürgerschule in Johanngeorgenstadt tätig. Er war Mitbegründer des Erzgebirgszweigvereins und wurde durch zahlreiche Mundartdichtungen, die zum Teil auch vertont und von ihm musikalisch vorgetragen worden, im Erzgebirge bekannt.
Im Jahre 1901 wurde auf dem freien Platz gegenüber seinem Wohnhaus ein Denkmal für ihn errichtet und am 8. September feierlich enthüllt. Die Anlage wurde fortan als „Röderplatz“ benannt.

Über die Denkmalweihe berichtete die zeitgenössische Presse u. a.: 

„Schon am Vorabend brachte der Zug eine Anzahl Festtheilnehmer in unsere Stadt, zu denen am Sonntag Vormittag noch viele Hunderte hinzukamen. Ein würdiger Akt der Pietät vollzog sich früh 7 Uhr am Grabe des verstorbenen Schuldir. em. Christian Friedrich Röder. Der Bürgergesangverein, dessen langjähriger Leiter der Heimgegangene gewesen, sang das Lied „Stumm schläft der Sänger“ von Silcher. Mit Andacht hörte das zahlreich versammelte Publikum dem Gesang zu. In tiefergreifenden Worten gedachte sodann Herr Bürgermeister Müller der Verdienste des Verstorbenen als Erzieher der Jugend und als Bürger der Stadt und legte als Zeichen der Dankbarkeit und Liebe einen Kranz am Grabe nieder. Hierauf sang der Gesangverein Sängerbund das Lied „Am Grabe eines Sängers“ v. Berner. Vormittag 10 Uhr stellte» die Festtheilnehmer am Henriettenhof zum Festzug nach dem Denkmal. Weit über 1000 Zugstheilnehmer mit zahlreichen Fahnen zogen nach dem Postplatz, woselbst das Denkmal der Wohnung Röders gegenüber errichtet worden ist. Als Einleitung sang der Obererzgebirgische Sängerbund das Lied „Ich kenn ein' hellen Edelstein“ v. J. Otto, worauf Herr Pfarrer Otto, Johanngeorgenstadt die Festrede hielt. Derselbe beleuchtete in einer länger«n Rede die Verdienste des Gefeierten unter Zugrundelegung des Goetheschen Wortes: „Was vergangen, kehrt nicht wieder; aber ging es leuchtend nieder, leuchtet es noch weit zurück.“ Nachdem die Hülle gefallen, stimmte die freudig bwegte Sängerschaar folgenden vom Bundesliedermeister Herrn Kgl. Musikdirektor, Seminaroberlehrer Br. Dost-Schneeberg gedichteten und componirten Weihegesang an: „In der Heimath stehst du wieder, hoch die freie Stirn erhoben, schauest mild auf uns hernieder, wie ein Stern vom Himmel droben. Als der Berge freier Sohn, dessen Herz so hoch geschlagen für der Wahrheit rechten Ton, mahnest Du uns stets zu tragen wahres Herz und festen Muth und der Treue schönes Band, Demuth vor dem ew'gen Gut und die Lieb' zum Vaterland u. s. w.“ Hierauf erfolgte die Uebergabe des Denkmals an die Stadt durch Herrn Pfarrer Löscher-Zwönitz. Durch genannten Herrn wurde die erste Anregung zur Errichtung eines Röder-Denkmal gegeben und als Ausschußmitglied des Festkomitees feierte derselbe insbesondere die Verdienste Röders, welche er sich durch seine Dichtungen um das liebe Erzgebirge erworben hat, und übergab das Denkmal, dessen Bedeutung für Johanngeorgenstadt, das Erzgebirge und ganz Sachsen er in meisterhaften Worten darlegte, der Stadt. Herr Bürgermeister Müller übernahm dasselbe und unter entsprechenden Worten legten alsdann kostbare Kränze am Denkmal nieder Herr Bürgermeister im Namen der Stadt, Herr Seminaroberlehrer Möckel, Schneeberg im Namen des Erzgebirgsvereins, Herr Schuldirektor Walther, Schlettau im Namen des Obererzgebirgischen Sängerbundes, Herr Lehrer Arnold, Chemnitz im Namen des Chemnitzer Erzgebirgszweigvereins, Herr Kantor Leuschel, Crottendorf im Namen des Sächs. Lehrervereins; ferner spendeten Kränze unter angemessenen Worten der Vorsteher des Erzgebirgszweigverein, Bürgergesangverein, Sängerbund, Königl. Sächs. Mil.-Verein und Schützenkompagnie, Johanngeorgenstadt, Gesangvereine Buchholz, Männergesangverein Grün- hain, Arion, Lauter, Männergesangverein Schönheide, Männergesangverein Oberschlema und Männergesangverein Abertham in Böhmen. In allen Ansprachen wurde in trefflichen Worten dargelegt, was der Verewigte diesen Vereinigungen war, und wie sein Name ewig unvergessen bleiben wird. Ein Sohn Röder's, Herr Lehrer Röder in Leipzig, stattete hierauf im Namen der Familie Röder Allen denen, welche zu diesem Ehrenzeugniß beigetragen, den innigsten Dank aus. Mit dem Sängerspruch des Obererz. Sängerbundes, gedichtet v. Röder, komp. v. Dost „Die alte Treu, g-birg'sche Art bleib immer neu von uns gewahrt“ erreichte die erhebende Feier ihr Ende. Sowohl das Komitee für Errichtung des Denkmals, als auch der Schöpfer desselben Herr Kircheisen, Braunschweig (Schüler Röders) haben bei Ausführung desselben so recht nach Röders Sinn gehandelt, indem sie dasselbe in würdiger, einfacher Weise ausführten. Dem auf 3 Uhr Nachmittag im Rathskellersale festgesetzten Commerse konnten wegen Raummangels nicht alle Sänger beiwohnen und statteten deshalb eine größere Anzahl derselben dem Nachbarlande Böhmen einen kurzen Besuch ab. Unter einer außerordentlich zahlreichen Betheiligung widmete der Festvorsitzende in seinem Eröffnungswort Sr. Maj. unserem allverehrten Landesvater ein dreimaliges Hoch, in welches die Anwesenden begeistert einstimmten und dem die Sachsenhymne folgte. Ferner gedachte derselbe noch einmal des vielseitigen Wirrens Röder's und ehrte man das Andenken desselben durch Erheben von den Plätzen. Die gesanglichen Darbietungen im Kommers hatten theils der Sängerbund, theils dazu angemeldete Vereine übernommen. Aus der Fülle des reichen Schatzes deutscher Männer- chorlieder erwähnen wir nur die Massengesänge: „Das deutsche Lied v. Kalliwoda; ‚Der frohe Wandersmann‘“ v. Mendelssohn-Bartholdy. Die Leistungen der Vereine bezeugten aufs Neue, daß der Männergesang im Erzgebirge eine treue Pflege findet. Die Verlesung verschiedener Telegramme, zum Theil aus weiter Ferne, sowie verschiedene Ansprachen und durch den Saal brausende Hochs auf die Kinder Röder's, Herrn Bundesvorsteher Walther, Bundesliedermeister Dost etc. erhöhten die gehobene Feststimmung. [...] Der Verlauf des Festtages war in allen seinen Theilen erhebend und alle Festtheilnebmer sind der lieben Feststadt für die prächtige Schmückung der Häuser und für die freundliche Aufnahme zu besonderem Danke verpflichtet.“

1943 wurde die von dem Bildhauer Eugen Kircheisen geschaffene Bronzebüste Röders vom Granitsockel genommen und musste für Kriegszwecke eingeschmolzen werden, nachdem zuvor ein Gipsabdruck davon angefertigt worden war. Nach diesem Abdruck wurde eine neue Büste angefertigt, die am 14. Juni 1970 in feierlicher Form am alten Platz in der zwischenzeitlich zum Großteil abgerissenen Altstadt von Johanngeorgenstadt enthüllt wurde.
Die Pflege der Außenanlage des Denkmals für Christian Friedrich Röder übernahmen in ihrer Freizeit Schülerinnen und Schüler der oberen Schulklassen der früheren Pestalozzi-Schule (Polytechnische Oberschule) in der Schwarzenberger Straße.
Anlässlich des 110-jährigen Bestehens des Röder-Denkmals wurde in der Pestalozzi-Schule eine Sonderausstellung über Röder gezeigt.

## Kulturdenkmal
Im örtlichen Denkmalverzeichnis ist das Denkmal für Christian Friedrich Röder unter der Erfassungsnummer 09223067 verzeichnet.